# Spinderihallerne
Spinderihallerne er et kulturcenter i Vejle, som bl.a. huser Kulturmuseet, et FabLab, en teatersal og en cafe.